# Greuterhof

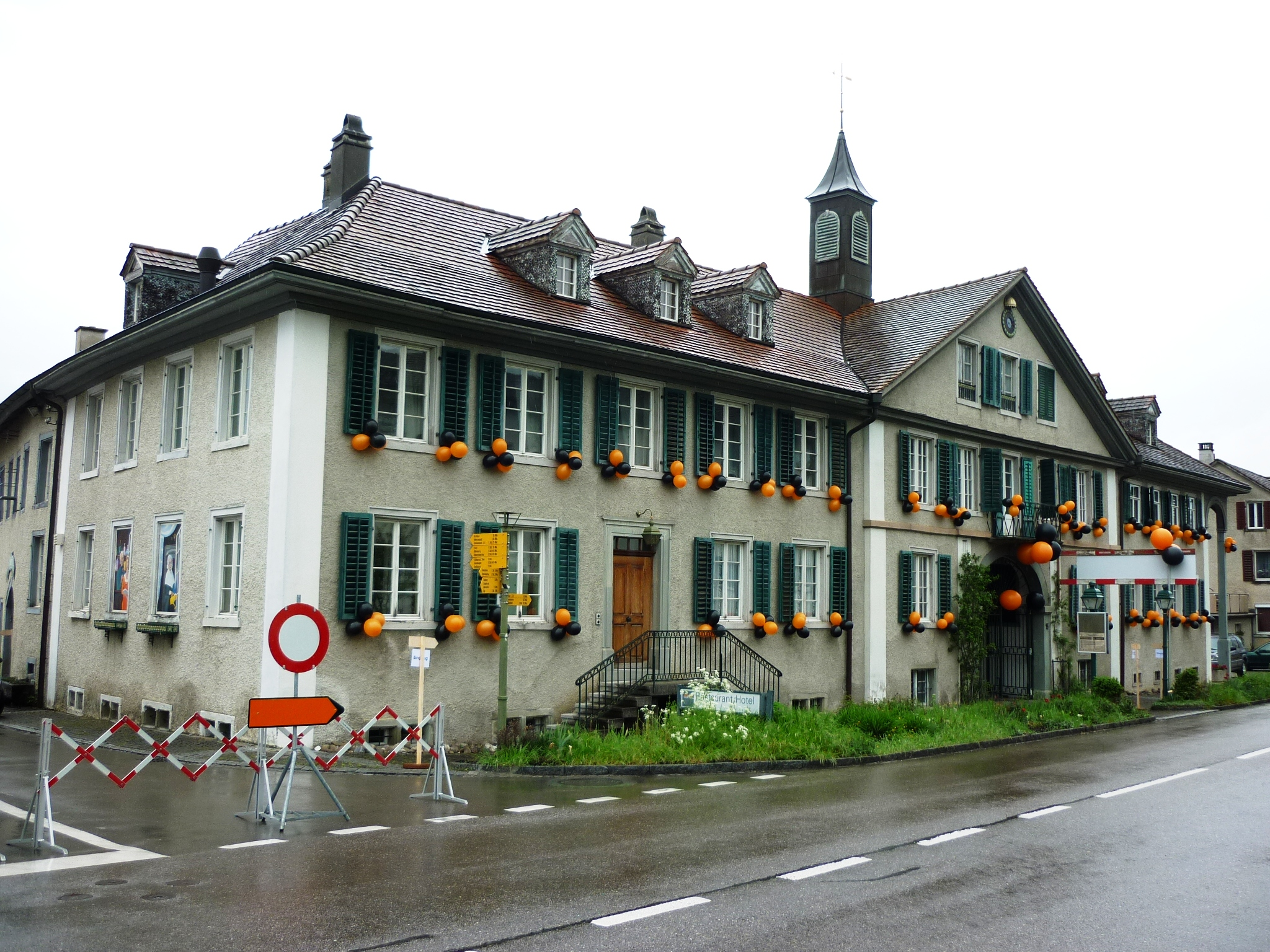
Greuterhof, Hauptfassade mit Risalit und Dachreiter

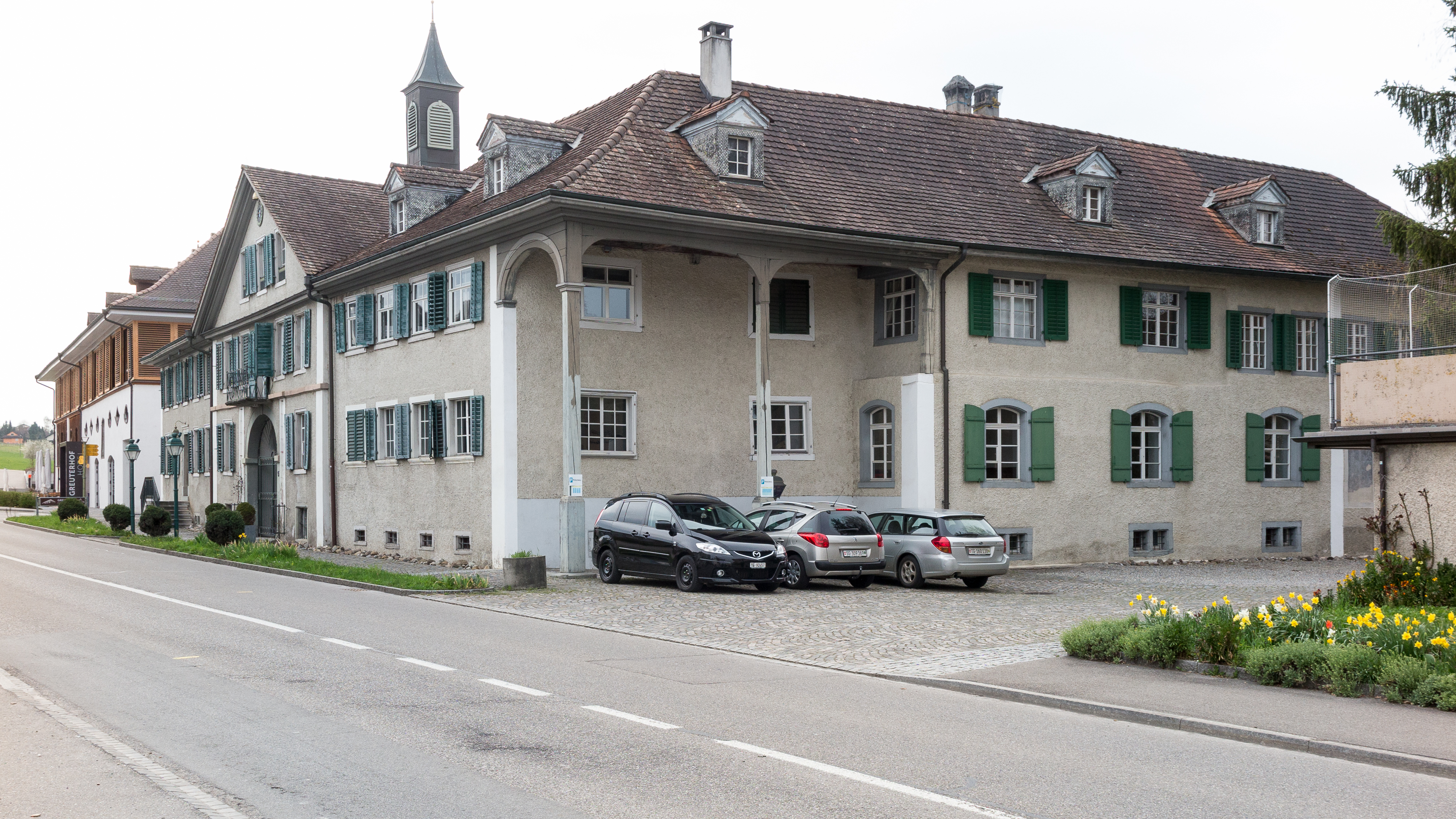
Greuterhof, die ehemalige Scheune im Hintergrund

Der Greuterhof ist ein Industriedenkmal der Textilindustrie aus den Anfängen der Industrialisierung in der Schweiz. Das viereckige Gebäude mit Innenhof liegt am Westende des Dorfes Islikon an der Strasse Frauenfeld–Winterthur.

## Aufbau und Blütezeit
Der Färber Bernhard Greuter hatte die neue Blaufärberei in einer Glarner Kattundruckerei kennengelernt und in Holland weitere Erfahrungen gesammelt. 1765 machte er sich selbständig und begann in Kefikon Leinen- und Baumwolltücher zu färben. 1777 baute er in Islikon neben der Taverne seines Schwiegervaters ein Haus, in dessen Erdgeschoss er Stoffe bedruckte. Bis 1799 erfolgte der etappenweise Ausbau zum heutigen hofartigen Greuterhof. Zum Färben und zum Antrieb der Druckmaschinen nutzte Greuter den Tägelbach und liess sieben Weiher ausheben. Das Unternehmen entwickelte sich schnell, und 1805 konnte eine Filiale in Frauenfeld eröffnet werden.
Um diese Zeit übernahmen die vier Söhne das Geschäft. 1830 wurde die Rotfärberei eingeführt. Im Jahre 1837 beschäftigte das Unternehmen 400 Arbeiter an 150 bis 180 Drucktischen. 1860 gab es 350 Drucktische sowie die mit Dampfkraft betriebenen fünf Rouleaux-Druckmaschinen und vier Perrotinen.

## Niedergang und Wandel zur Industriekultur
Das 1865 aufkommende künstliche Anilin und die englische Massenproduktion führten zum Niedergang des greuterschen Unternehmens, das der zunehmenden Konkurrenz und dem Preisdruck nicht mehr gewachsen war. Nach der Stilllegung von 1880 wurde die Anlage für andere Zwecke verwendet und nur wenig unterhalten. Dadurch blieb der Greuterhof praktisch unverändert als Kulturdenkmal erhalten.

## Sozialgeschichte
Der Aufbau der greuterschen Fabrik fiel in die Zeit des Übergangs von der Agrar- zur Industriegesellschaft, in der die Zweiteilung der Arbeitskraft üblich war. Die Arbeiter kamen aus den umliegenden Dörfern. Sie arbeiteten für wöchentlich 1000 Gulden (um 1830) in der Fabrik, bebauten daneben ein Stück Land und hielten eine nährende Kuh. Die Zeichner, Koloristen, Modelstecher, Färber und Drucker der Fabrik gründeten mit Hilfe ihres Patrons eine Hilfsgesellschaft zur sozialen Absicherung bei Krankheit und für das Alter. Diese richtete an durchreisende Berufskollegen einen «Zehrpfennig» von zwölf Kreuzern und an kranke Mitglieder einen wöchentlichen Beitrag von drei Gulden aus. Der Fabrikbesitzer Bernhard Greuter widmete sich ab 1805 hauptsächlich seinem landwirtschaftlichen Musterbetrieb. Er liess 1800 eine der grössten Scheunen in der Schweiz bauen, pflanzte als erster Kartoffeln, züchtete Rinder und legte Obstkulturen an.

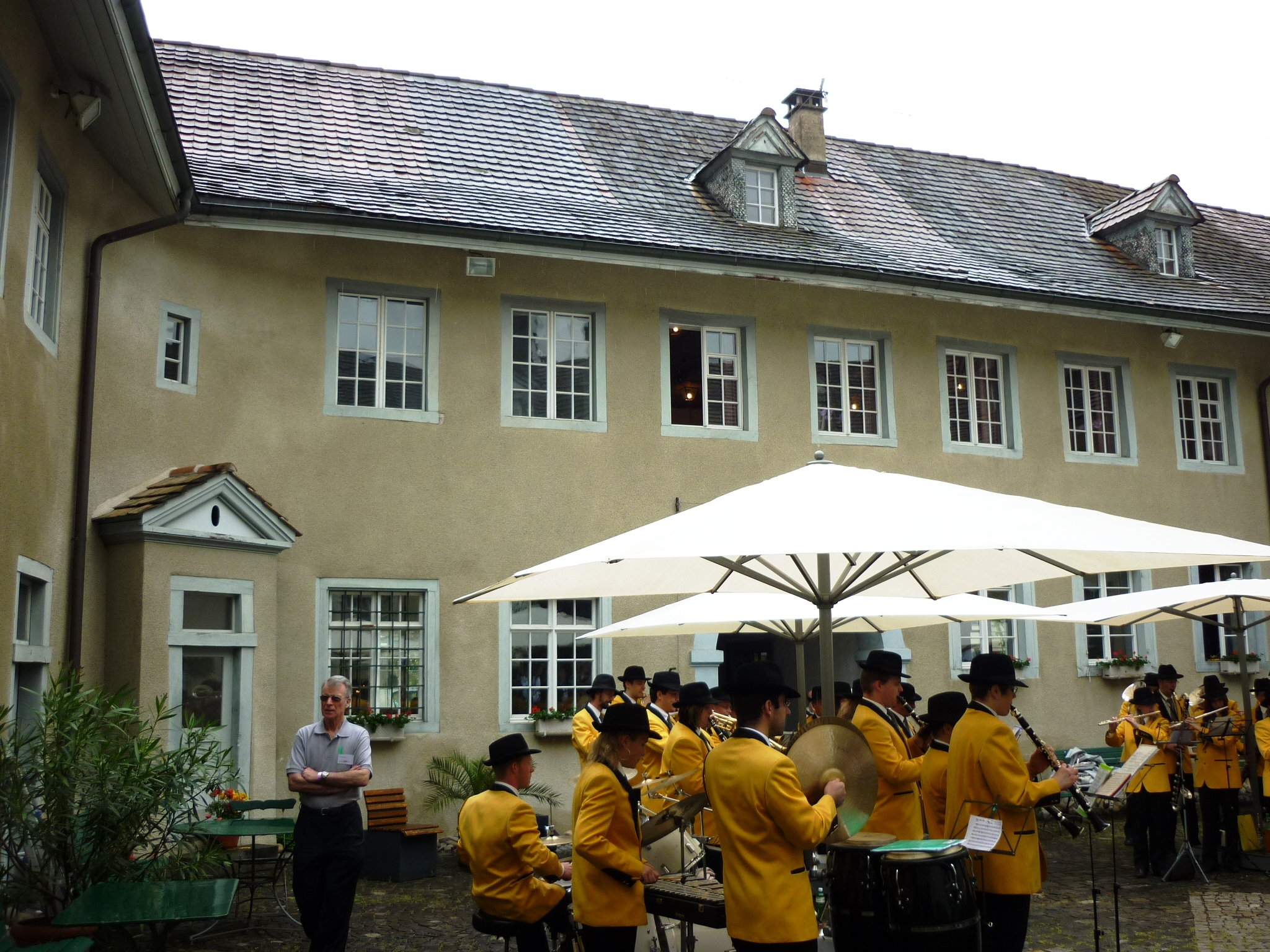
Innenhof mit Schildhäuschen

## Baugeschichte
Der zweigeschossige Greuterhof ist eine hofartige Anlage, mit einer schlossartigen Schaufront. Er bildete den Ausgangspunkt und das Hauptquartier der über dreissig Fabrik-, Ökonomie-, Magazin- und Wohnhäuser des greuterschen Fabrikkomplexes.
Die Mitte der Fassade ist durch einen vorspringenden Risalit betont, der über Lisenen von einem Dachreiter gekrönt wird. In der Mittelachse öffnet sich unter einem Balkon ein Portal, das in den trapezförmigen Innenhof führt. Der gepflasterte Hof ist von drei Seiten her zugänglich. Unter den beiden Schildhäuschen in den Ecken der Nordseite befanden sich die Fäkaliengruben. Ausgehend von der Taverne zum Sternen entstand der Greuterhof im Laufe der Zeit durch verschiedene An-, Um- und Neubauten und erhielt durch die letzte umfassende Bauphase seine heutige Form. Im ersten Brand-Assekuranz-Register von 1809 werden vier Bauten aufgeführt: Nr. 52 Wohnhaus zum Sternen, Nr. 53 Wohnhaus zum Pflug, Nr. 54 Gewerbehaus zwischen den oben aufgeführten Gebäuden und Nr. 55 Fabrikgebäude an 52 und 53 anstossend. Als Besitzer werden Ludwig und Conrad Greuter, die Söhne Bernhard Greuters, genannt.

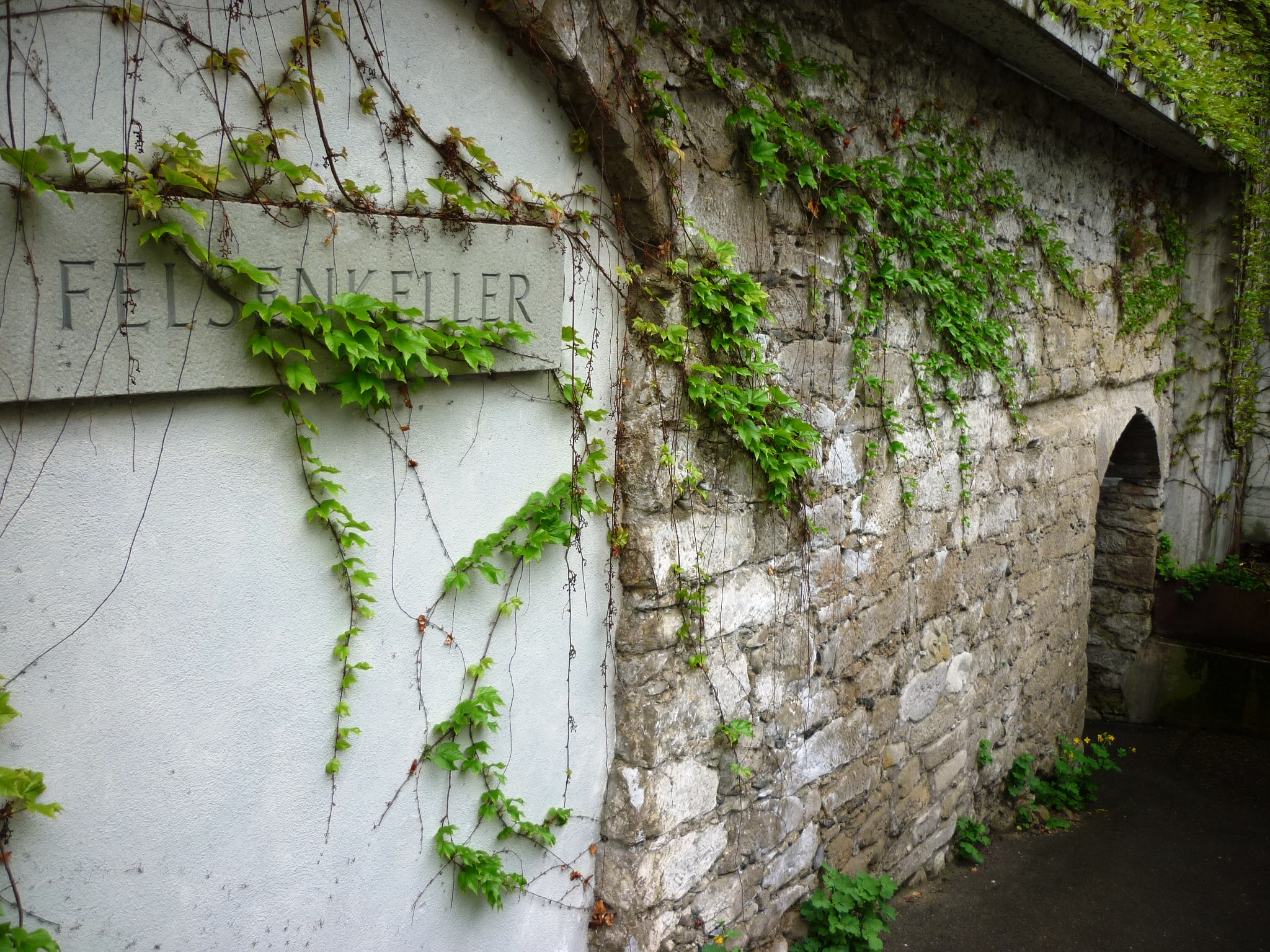
Eingang zum Sandsteinstollen

Damit man beim Bau des Greuterhofes von 1796 bis 1825 das ganze Jahr Bausteine gewinnen konnte, legte man einen unterirdischen Stollen zum Abbau von Sandstein neben dem Fabrikgelände an. Von der Keller- und Stollenanlage in Molassesandstein (glimmerhaltige Sandsteine der Hörnlischüttung, mit Knauern) gibt es heute noch ein Gebäude mit Sandsteinquadern, die so genannte Scheune der greuterschen Fabrikanlagen. Beim Stolleneingang im Dorf befindet sich heute der Festkeller des Dorfvereins Islikon.
1799 wurden das – heute wieder funktionierende – Wasserrad und der umfangende Schacht als Rationalisierungsmassnahme in das bestehende Haus eingebaut. Mit Hilfe einer kommunizierenden Röhre konnten die Schaufeln des Rades von oben her mit 100 Litern Wasser pro Minute gefüllt werden. Das oberschlächtige Rad hatte einen Durchmesser von über 8 Metern mit einer Leistung von rund 1 kW. Reste der Welle des Rades, die beidseitig auf einem Königsstuhl lag, sind erhalten geblieben.
Das für die Landwirtschaft und als Gastarbeiterunterkunft dienende Gebäude zerfiel immer mehr und sollte nach dem Konkurs des damaligen Besitzers abgebrochen werden. 1978 wurde es vom Islikoner Fabrikant Hans Jossi erworben und mit Hilfe von Freiwilligen restauriert. Als Trägerschaft für die Restaurierungskosten wurde 1981 die «Stiftung Bernhard Greuter für Berufsinformation» gegründet. Der Greuterhof wurde als nationales Kulturdenkmal durch Beiträge des Bundes, der Kantone Thurgau und Zürich, der Pro Patria und privaten Spendern unterstützt.
In den Museumsräumen des Greuterhofes können Dokumente über die Fabrik und ihre Pioniere sowie über Ludwig Forrer und Alfred Huggenberger und das Telefonmuseum Telephonica besichtigt werden. Der Greuterhof Islikon gehört heute der Stiftung Greuterhof Islikon und ist ein Zentrum der Gastronomie und Kultur. In ihm finden Bankette, Tagungen und kulturelle Veranstaltungen statt.

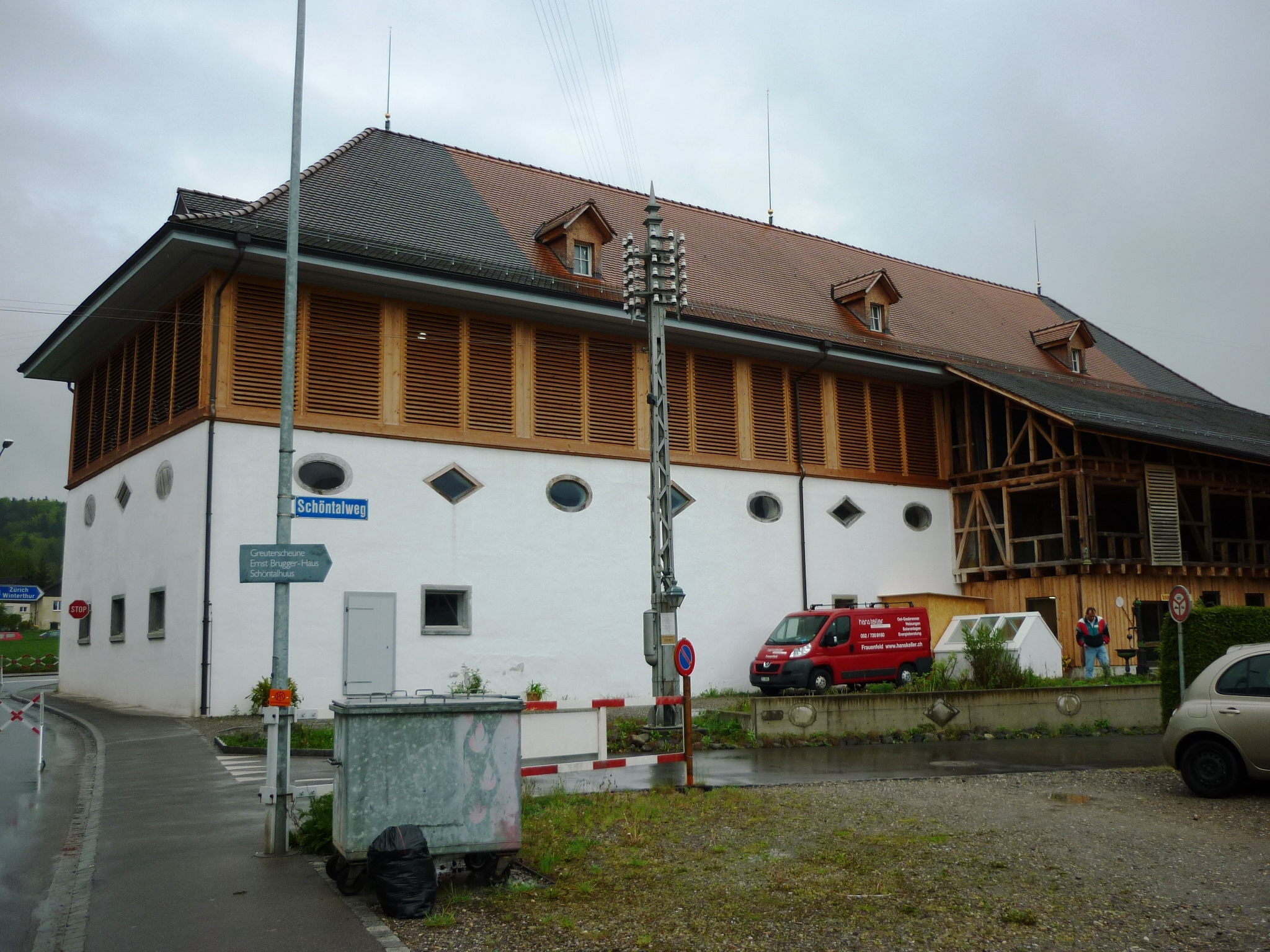
Greuterscheune

## Greuterscheune
Die Greuterscheune diente einerseits dem landwirtschaftlichen Musterbetrieb und anderseits der Färberei, indem sie den zum Färben benötigten Mist lieferte und Raum fürs Trocknen der Tücher bot. Das grosse Ökonomiegebäude aus Sandsteinquadern konnte 1990 zurückgekauft und restauriert werden.
Im Jahr 2012 kaufte der Investor Michael Brandenberger die Greuterscheune und das umliegende Areal und baute die Scheune in ein Seminarhotel mit 38 Zimmern, einer Bar und einem Ballsaal um. Der Pächter des Seminarzentrums und des Hotels verfolgt zudem den Zweck, Jugendliche mit besonderem Unterstützungsbedarf auszubilden und in den ersten Arbeitsmarkt zu integrieren, womit dem Erbe sowohl von Bernhard Greuter als auch von Hans Jossi Rechnung getragen wird.